# Contaminação radioativa

Símbolo de perigo radiativo

Se denomina contaminação radioativa ou contaminação nuclear à presença não desejada de substâncias radioativas no meio ambiente. Esta contaminação pode vir de radioisótopos naturais ou artificiais.
A contaminação radioativa acontece a partir de isótopos radioativos que existem na crosta terrestre desde a formação da Terra ou dos isótopos que são gerados continuamente na atmosfera pela ação dos raios cósmicos. Quando estes radioisótopos naturais se encontram em concentrações mais elevadas que as concentrações encontradas na natureza (dentro da variabilidade existente), se pode falar de contaminação radioativa. Exemplos destes radioisótopos podem ser o 235U, o 210Po, o radônio, o 40K ou o 7Be.
A contaminação nuclear acontece através de radioisótopos artificiais, que são os radioisótopos que não existem de forma natural na crosta terrestre, sendo gerados através de atividade humana. Neste caso a definição de contaminação é menos difusa que no caso dos radioisótopos naturais, já que sua variabilidade é nula, e qualquer quantidade poderia ser considerada contaminação. Por isso se utilizam definições baseadas nas capacidades técnicas de medida destes radioisótopos, de possíveis ações de limpeza ou de dano, que podem causar nas pessoas ou ao meio ambiente. Exemplos destes radioisótopos artificiais podem ser o 239Pu, o 244Cm, o 241Am ou o 60Co.
É comum confundir a exposição externa às radiações ionizantes (p.ex. em um exame radiológico), com a contaminação radioativa. É útil neste último caso pensar em termos de sujeira quando se fala de contaminação. Como a sujeira, esta contaminação pode ser eliminada ou diminuída mediante técnicas de limpeza ou descontaminação, enquanto a exposição externa uma vez recebida não pode ser diminuída.

## Possíveis contaminações
Quando se fala de contaminação radioativa, em geral se tratam vários aspectos:
1. A contaminação das pessoas. Esta pode ser interna caso tenham ingerido, injetado ou respirado algum radioisótopo, ou externa caso o material radioativo tenha entrado em contato com a pele;
2. A contaminação de alimentos. Do mesmo modo pode ter sido absorvido pelos alimentos ou estar em contato com sua parte exterior;
3. A contaminação dos solos. Neste caso a contaminação pode ser apenas superficial ou haver penetrado em profundidade;
4. A contaminação da água. Aqui a contaminação aparecerá como radioisótopos dissolvidos na água.

### Contaminação de alimentos
Se produz quando o material radioativo entra em contato com os alimentos, os contaminando e os fazendo portadores de produtos radioativos. Desta maneira, se ingerimos qualquer produto contaminado radioativamente, nós também nos contaminaremos. Em muitas ocasiões, os vazamentos radioativos arruinaram culturas alimentares inteiras, e não somente isto, mas também a água que alcança a contamina deixando-a inútil.

## Símbolos de advertência de contaminação radioativa

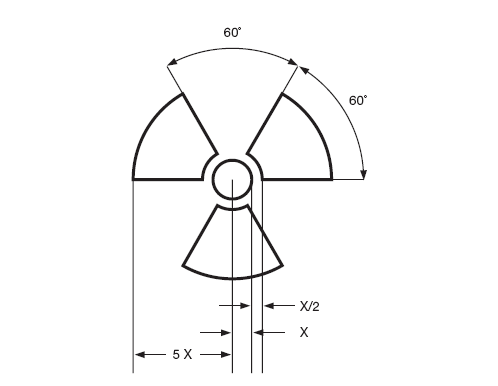
Dimensões usadas para o símbolo da presença de radiação. A cor de preenchimento deve ser preta.

O símbolo utilizado em radiações é o trevo de três folhas, em cor preta e de dimensões bem definidas.
Quando se utiliza este símbolo como advertência na entrada das zonas nas quais existe risco de irradiação ou contaminação, ele geralmente está acompanhado de outras indicações.
- A cor. A cor do trevo é uma indicação da intensidade das radiações. Esta cor pode ser, de menor ou maior intensidade, gris azulado, verde, amarelo, laranja ou vermelho. No primeiro dos casos se indica que existem radiações, sendo provável que se alcancem doses superiores ao dobro do limite legal permitido ao público (2 mSv ao ano) mas é muito improvável que se alcancem doses superiores a 3/10, o limite legal para os trabalhadores (6 mSv ao ano). No último dos casos se indica que é muito provável superar o limite legal dos trabalhadores (20 mSv ao ano) em um período de tempo muito curto, estando proibido o acesso.
- Indicações adicionais. Quando o símbolo do trevo aparece sozinho, ou com pontas radiais ao redor das folhas do trevo, o significado é que a radioatividade pode afetar unicamente de forma externa, como pode ser o caso nos aparatos de raios X. Quando o símbolo aparece sobre uma trama ponteada, significa que a radioatividade aparece em uma forma que pode provocar contaminações.
- Legendas. Os sinais se complementam com uma legenda indicativa ao tipo de zona na parte superior e o tipo de risco na parte inferior.

| Símbolo | cor do trifólio | Risco de contaminação | Risco de irradiação externa | Denominação |
|         | verde           | Não                   | Sim                         | Zona controlada. Fonte encapsulada, risco de irradiação externa. |
|         | verde           | Sim                   | Não                         | Zona controlada. Fonte não encapsulada, risco de contaminação. |
|         | verde           | Sim                   | Sim                         | Zona controlada. Fonte não encapsulada, risco de contaminação e irradiação externa. |
|         | amarelo         | Não                   | Sim                         | Zona de permanência limitada. Fonte encapsulada, risco por radiação externa. Se requer autorização e medidas de proteção completas (dosímetros) obrigatórias. Tempo máximo de permanência não superior a 30 minutos.                                                                |
|         | amarelo         | Sim                   | Não                         | Zona de permanência limitada. Fonte não encapsulada, risco de contaminação. Se requer autorização e medidas de proteção completas (dosímetros) obrigatórias. Tempo máximo de permanência não superior a 30 minutos.                                                                 |
|         | amarelo         | Sim                   | Sim                         | Zona de permanência limitada. Fonte não encapsulada, risco de contaminação e irradiação externa. Se requer autorização e medidas de proteção completas (dosímetros) obrigatórias. Tempo máximo de permanência não superior a 30 minutos.                                            |
|         | Laranja         | Não                   | Sim                         | Zona de permanência regulamentada. Ambiente radioativo perigoso, aplicam-se os mesmos códigos acima para fonte livre ou encapsulada. É obrigatório o uso de dosímetros e trajes NBQ. O tempo máximo de exposição é de 15 minutos.                                                   |
|         | vermelho        | Não                   | Sim                         | Zona de acesso proibido. Zona de alta radiação. Fonte encapsulada, risco por irradiação externa. Tempo máximo de exposição com traje completo NBQ de 5 minutos em caso de emergência; em outro caso, proibido. Retirada do serviço após a exposição obrigatória.                    |
|         | vermelho        | Sim                   | Não                         | Zona de acesso proibido. Zona de alta radiação no ambiente. Fonte não encapsulada, risco de contaminação. Tempo máximo de exposição com traje completo NBQ de 5 minutos em caso de emergência; em qualquer outro caso, proibido. Retirada do serviço após a exposição obrigatória.  |
|         | vermelho        | Sim                   | Sim                         | Zona de acesso proibido. Zona de alta radiação. Fonte não encapsulada, risco de contaminação e irradiação. Tempo máximo de exposição com traje completo NBQ de 5 minutos em caso de emergência; em qualquer outro caso, proibido. Retirada do serviço após a exposição obrigatória. |

Quando se utilizam estes sinais temporariamente se empregam cercas, barras metálicas articuladas ou suportes pelos quais se passam cordas, correntes, cintas, ou outras, da mesma cor correspondente a zona.
Além disso, se em uma mesma área se podem distinguir entre diferentes tipos de zona é possível sinalizar no chão os limites com linhas de cores correlativas a cada zona podendo complementar-se com luzes da mesma cor da zona.